# Châtelraould-Saint-Louvent
Châtelraould-Saint-Louvent is een gemeente in het Franse departement Marne (regio Grand Est) en telt 222 inwoners (2004). De plaats maakt deel uit van het arrondissement Vitry-le-François.

## Geografie
De oppervlakte van Châtelraould-Saint-Louvent bedraagt 16,7 km², de bevolkingsdichtheid is 13,3 inwoners per km².
De onderstaande kaart toont de ligging van Châtelraould-Saint-Louvent met de belangrijkste infrastructuur en aangrenzende gemeenten.

## Demografie
Onderstaande figuur toont het verloop van het inwonertal (bron: INSEE-tellingen).